# Nik P.
 (septembre 2021).
Si vous disposez d'ouvrages ou d'articles de référence ou si vous connaissez des sites web de qualité traitant du thème abordé ici, merci de compléter l'article en donnant les références utiles à sa vérifiabilité et en les liant à la section « Notes et références ».
 (septembre 2021).
Nik P. (de son vrai nom Nikolaus Presnik, né le 6 avril 1962 à Friesach) est un chanteur autrichien.

## Biographie
Après la mort de sa mère, il reste auprès de la famille de celle-ci à Straßburg. Il suit une formation de serveur qu'il arrête au moment de son service militaire, il devient ensuite charpentier puis conducteur de MOCN dans une usine de pâte à bois à Teufenbach.
Dans sa jeunesse, il apprend la guitare de façon autodidacte. À l'âge de 19 ans, il fonde avec son cousin Gottfried Notsch un groupe, Reflex, qui joue localement. Nik P. se fait remarquer par Klaus Bartelmuss (de) qui le met en avant et le fait enregistrer dans son studio. Gebrochenes Herz, le premier album de Nik P. et son groupe, sort en 1997. Le premier single Dream Lover est numéro un du classement schlager. En 1998, il compose Ein Stern (… der deinen Namen trägt) (de) qui paraît sur l'album Mit Dir. En 2005, Nik. P. se sépare du groupe Reflex. En 2006, l'album Lebenslust und Leidenschaft obtient un disque de platine.
En 2007, Ein Stern (… der deinen Namen trägt) atteint les meilleures ventes grâce à une version de Nic puis une reprise de Nik. P. avec DJ Ötzi. Cette reprise devient numéro un des ventes de singles en Allemagne, en Autriche et en Suisse. En Allemagne, il est le plus grand succès depuis dix ans et le titre qui est resté le plus longtemps parmi les dix meilleures ventes depuis Die Gitarre und das Meer de Freddy Quinn, sorti en 1959. En 2008, il remporte ainsi le prix Echo du single de l'année.

## Discographie
- 1997: Gebrochenes Herz
- 1998: Mit Dir
- 1999: Du bist die Sonne
- 2000: Du und ich
- 2001: Wie der Wind
- 2003: Superstar
- 2005: Briefe an den Mond
- 2005: Deine Spuren in mir
- 2005: Spuren im Schnee
- 2006: Lebenslust & Leidenschaft
- 2007: Best Of
- 2007: Hit auf Hit
- 2007: Lebenslust & Leidenschaft (Special Edition inkl. Bonustracks)
- 2007: Best Of Folge 2
- 2007: Gold
- 2008: Freudentränen
- 2008: Ein Stern - Weihnachten mit Nik P.
- 2009: Weißt du noch...
- 2010: DVD - Nik P. & Band live EIN STERN der Deinen Namen trägt
- 2011: Der Junge mit der Luftgitarre
- 2012: Come On Let's Dance - Best Of Remix
- 2012: Bis ans Meer
- 2014: Löwenherz